# Casa de Júlia Félix

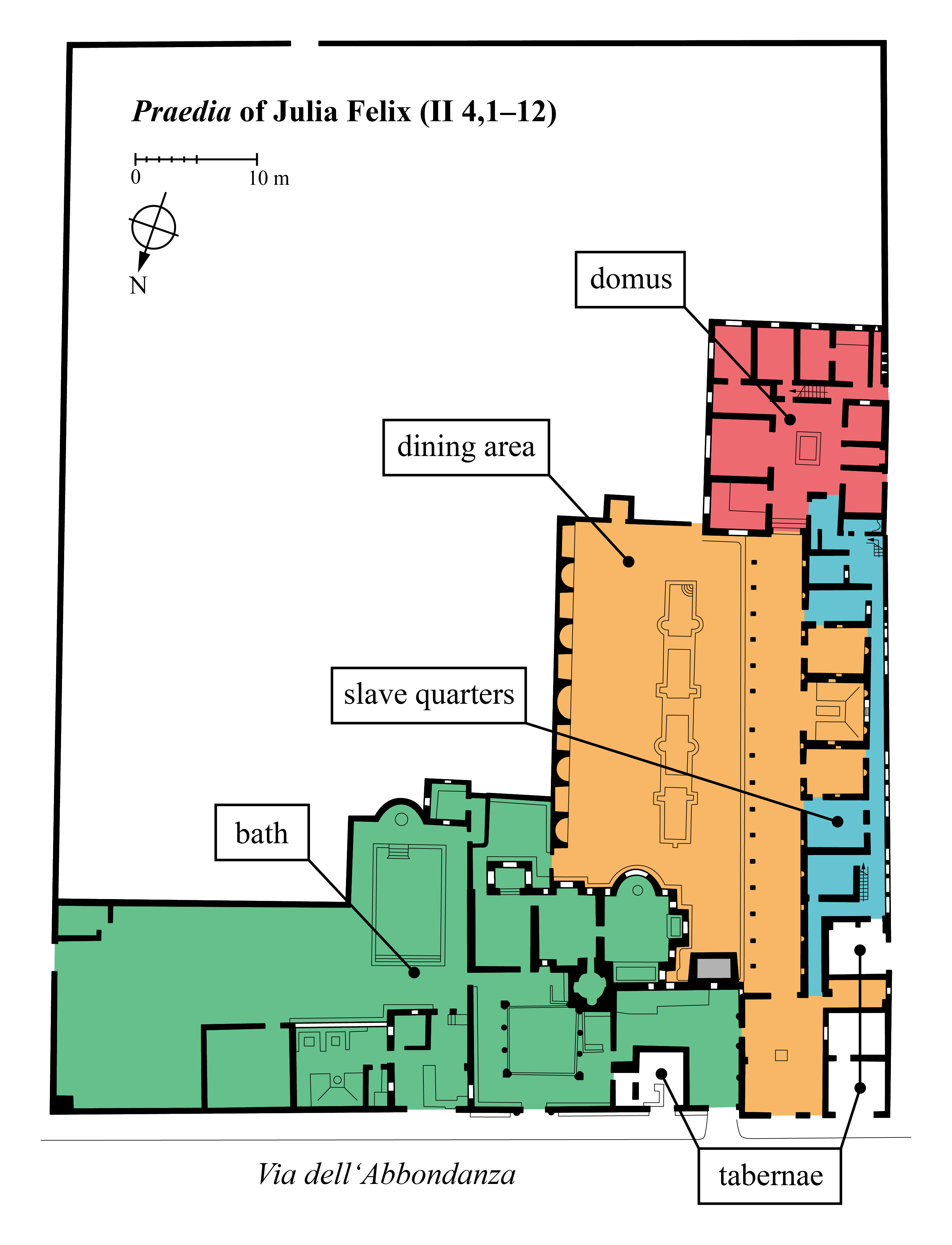
Áreas funcionais na propriedade de Júlia Félix

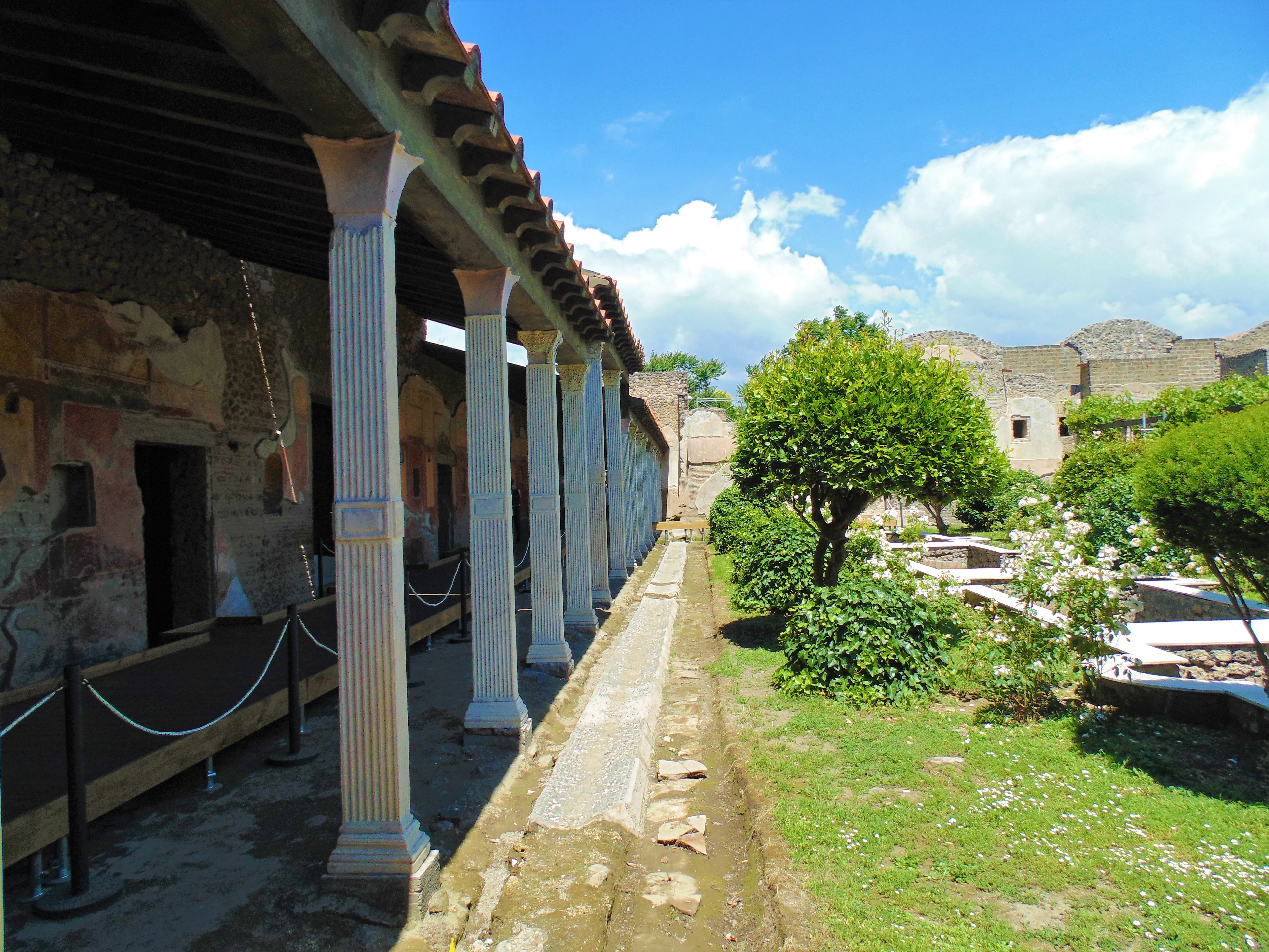
Pórtico e jardim

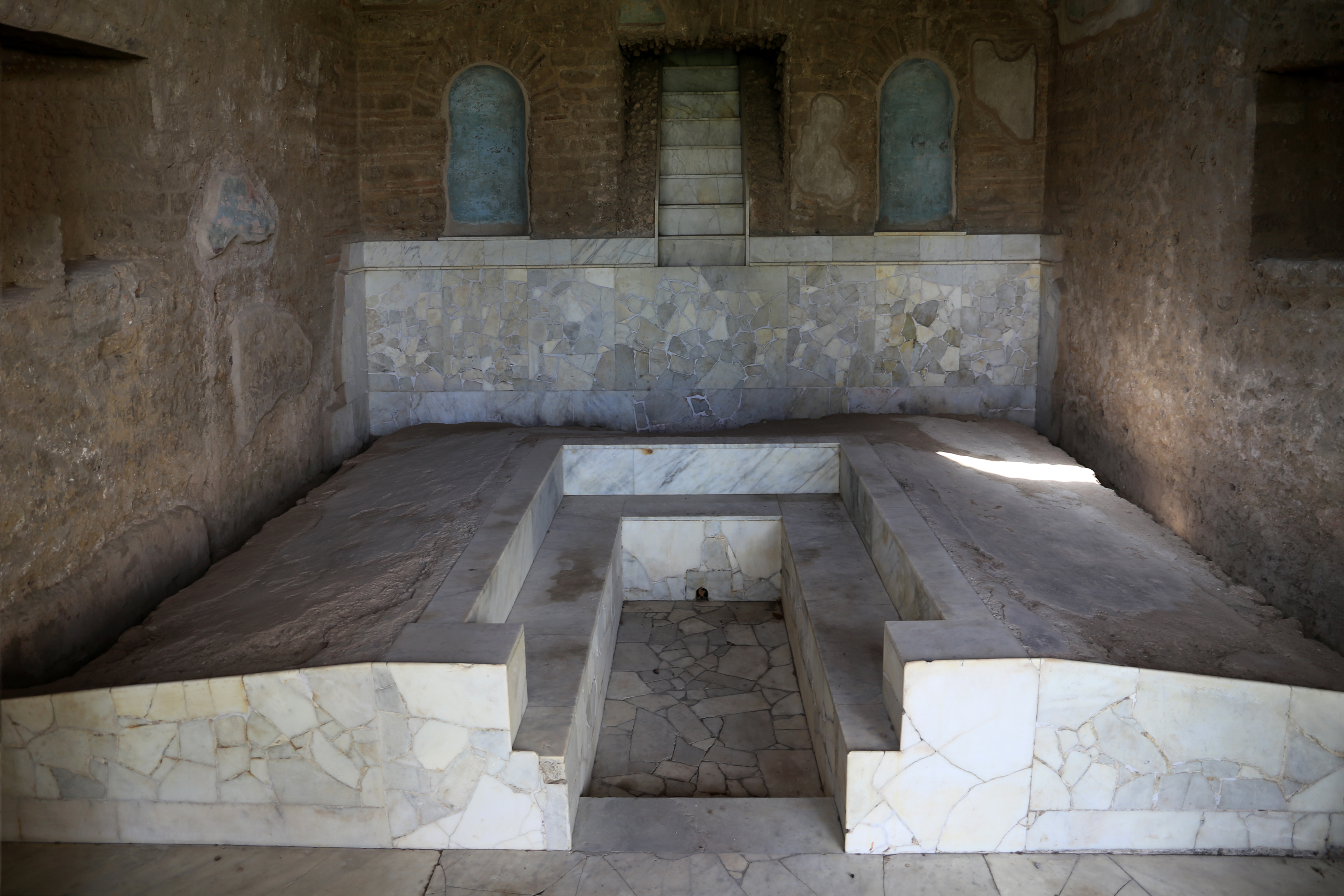
Triclinium com cascata

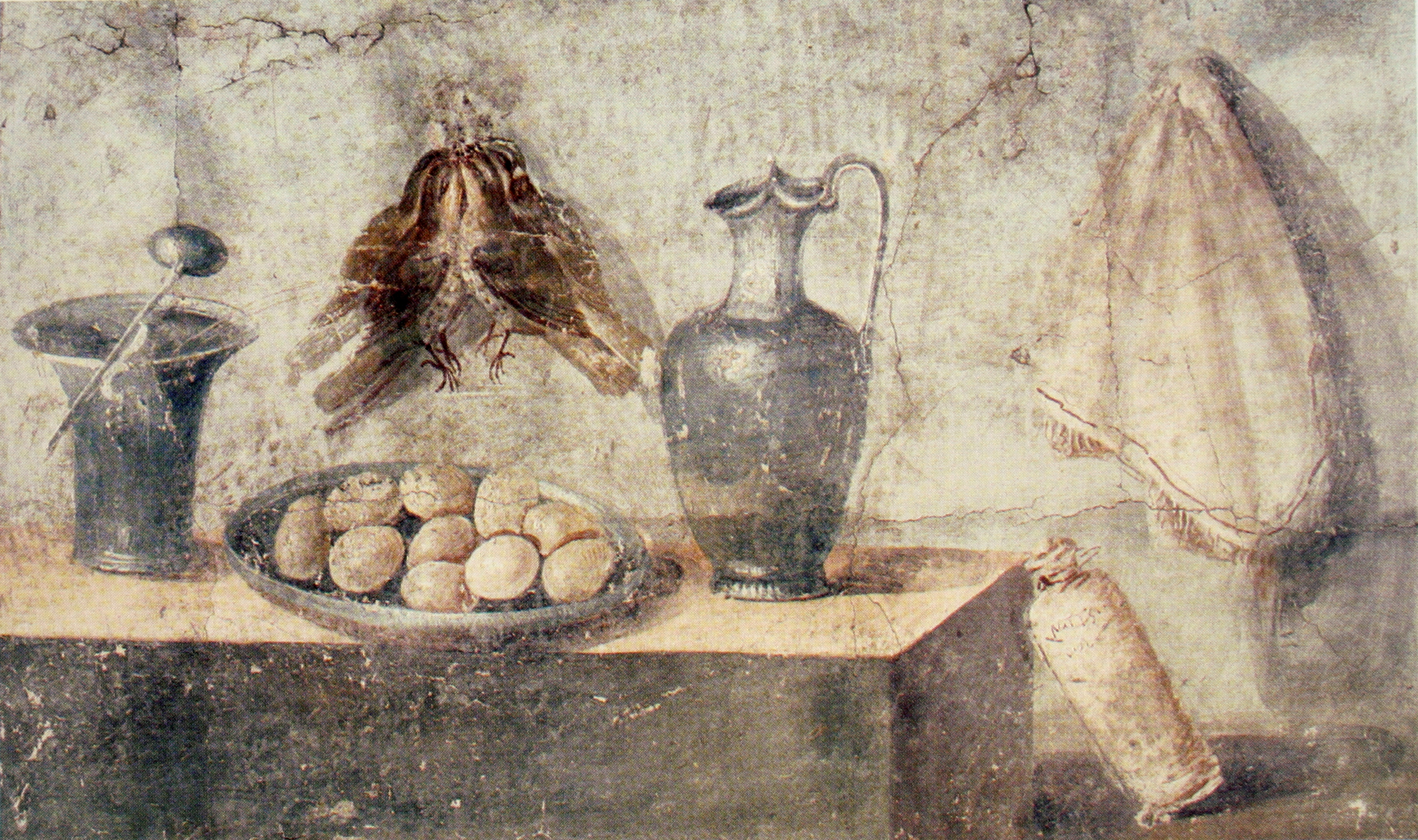
Natureza morta com ovos e caça: Uma pintura de parede da Casa de Júlia Félix

A Casa de Júlia Félix, também chamada de prédia (em latim: praedia, que seria uma propriedade ou terreno) de Júlia Félix, é uma grande propriedade romana na via dell 'Abbondanza, na cidade de Pompeia, localizada no quarteirão nº 4. Era originalmente a residência de Júlia Félix, que converteu partes dele em apartamentos disponíveis para aluguel e outras peças para uso público após o grande terremoto em 62, precursor da erupção do Monte Vesúvio em 79 que destruiu Pompeia.
As escavações arqueológicas começaram em 1755 e os restos da Casa de Júlia Félix podem ser visitados.

## Júlia Félix
A propriedade de Júlia Félix ocupava uma ínsula inteira, ou bloco de terra, no auge de sua propriedade e empresa. Após o terremoto de 62, ela o converteu em banhos luxuosos e jardins de lazer para uso público, além de apartamentos para alugar.
Os estudiosos discordam da educação de Júlia Félix e das maneiras pelas quais ela herdou o dinheiro necessário para criar uma vila; alguns acreditam que Júlia Félix era uma "filha ilegítima de Spurius", outros acreditam que ela era descendente de libertos imperiais. O aluguel de sua vila se estabeleceu como proprietário, mulher de negócios e figura pública em Pompeia. Durante a vida de Júlia Félix, foram implementadas leis que limitam as mulheres a possuir propriedades sem uma figura ou guardião masculino. Algumas mulheres romanas eram capazes de possuir terras e outros tipos de propriedade se fossem independentes de seus pais, maridos ou guardiões do sexo masculino. Se os responsáveis legais fossem necessários, eles teriam que aprovar ações que envolvam a transferência de propriedade de mulheres. As mulheres de elite conseguiram contornar a necessidade de um guardião na propriedade e na transferência da propriedade.

## Arquitetura
A Casa de Júlia Félix era uma combinação de áreas internas e externas construídas em torno de átrios, pátios nos quais as salas principais se abriam, com jardins fechados e abastecimento de água privado; Seções da prédia permitiam assentos internos e externos com afrescos representando paisagens de lazer e jardins.
A suntuosidade da arquitetura e a qualidade da decoração indicam que a prédia era destinada a clientes mais ricos e com status mais alto.

## Dentro da villa

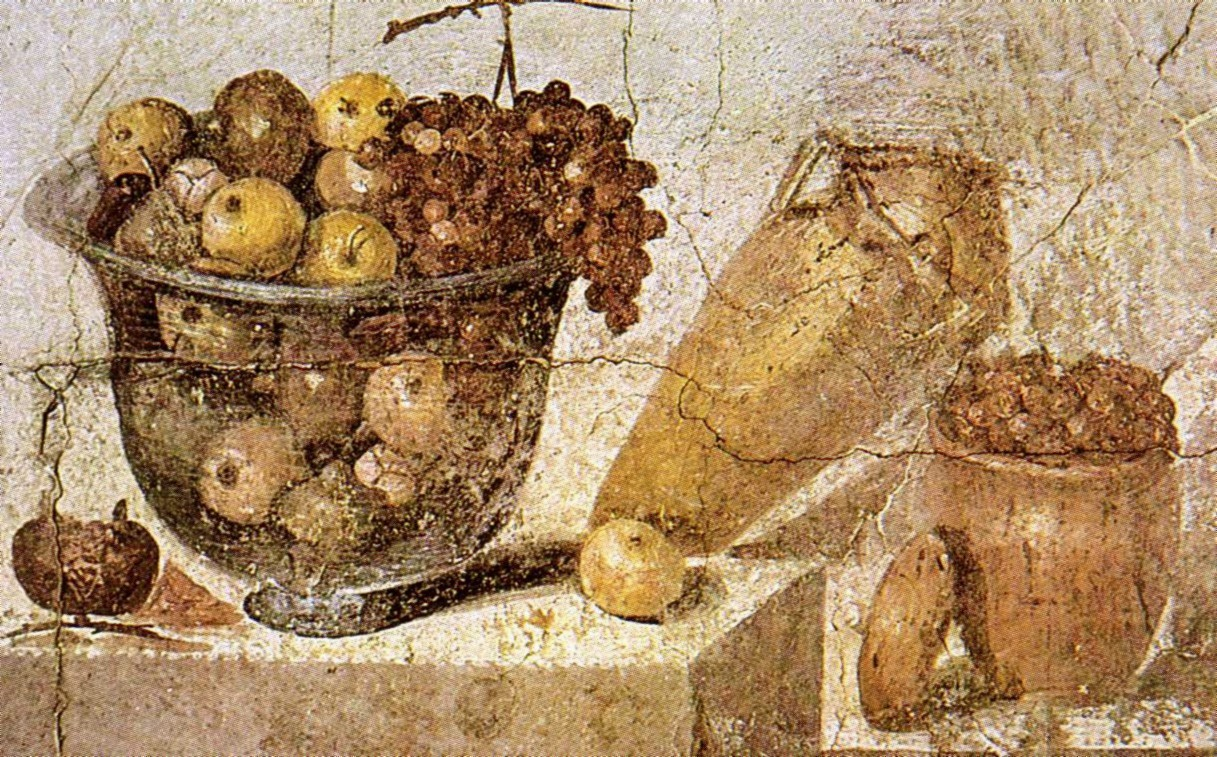
natureza morta: vinho e frutas

As paredes ainda estão quase completamente cobertas de afrescos. O tablinum voltado para o grande jardim a leste deve ter sido espetacular, com suas pinturas particularmente finas, afrescos de quarto estilo que consistem em dados pintados com plantas verdes em fundo preto, uma zona central de painéis vermelhos e amarelos com villas, santuários e voadores figuras com um conjunto de Apollo e as Musas e outra com um friso de painéis de natureza morta. Muitos afrescos foram retirados e levados ao Museu do Louvre.
Os afrescos da Casa de Júlia Félix frequentemente retratavam pequenos comerciantes e o estilo de vida de todos os dias cidadãos de Pompeia.
O triclínio e os banhos de verão foram alguns dos aspectos mais extravagantes da casa usados pelos inquilinos. A sala de jantar era elegante e acolhedora, como os cidadãos mais ricos de Pompeia, que possuíam vilas no campo e na costa e davam para os jardins que incorporavam pequenas piscinas e cachoeiras.
Os banhos totalmente equipados e elegantes destinavam-se apenas a cidadãos respeitáveis de Pompeia. Eles devem ter sido bem utilizados, uma vez que a maioria dos banhos públicos em Pompeia foram fechados para reparos após os danos causados pelo terremoto de 62. A estrutura conta com o frigidário, o caldário e o tepidário, além de um local para sauna, seguindo a mesma organização dos banhos públicos.
No amplo jardim dos fundos, as árvores frutíferas estavam fechadas em grandes praças formadas por cercas baixas de madeira.

## Escavações
A primeira escavação conhecida foi em 1755, sob a direção de R. J. de Alcubierre e seu assistente K. Weber e era essencialmente uma caça ao tesouro, focada na recuperação de objetos e pinturas valiosas para a coleção da família real Bourbon em Portici. O edifício foi então enterrado novamente. Felizmente, Weber desenhou um plano do edifício, identificando onde objetos ou pinturas foram removidos, o que não tem preço para reconstruir hoje os detalhes da decoração.
Partes da vila reveladas durante a primeira escavação foram uma taberna, banhos luxuosos e salas de jantar formais ricamente decoradas.
Outra escavação durante os anos de 1912–1935 descobriu um santuário e a fachada do edifício, o lado voltado para a via dell 'Abbondanza. Entre 1998 e 1999, algumas das descobertas mais importantes foram feitas; um ninfeu ou gruta de ninfas com uma fonte de escada de água e triclínio foi uma modificação após o terremoto de 62 d.C.